# Królowa Maria Ludwika na koniu

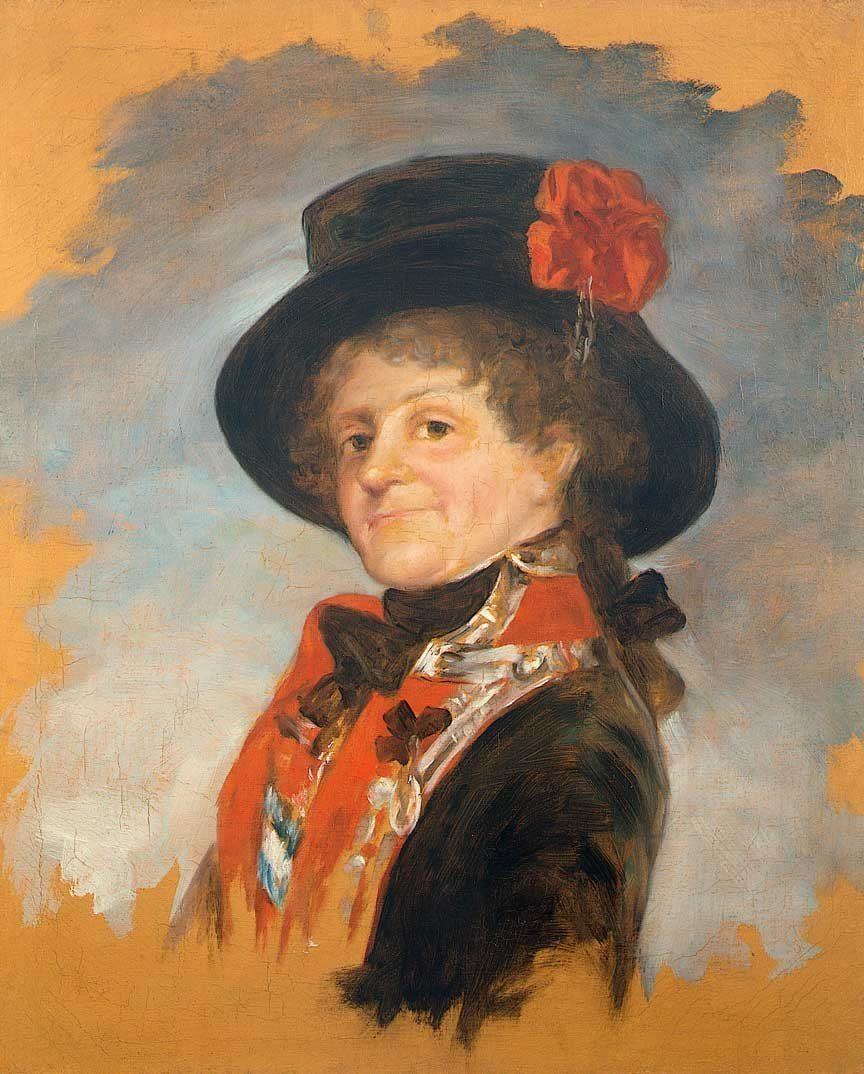
Szkic przygotowawczy, kolekcja prywatna

Królowa Maria Ludwika na koniu (hiszp. La reina María Luisa a caballo) – obraz olejny hiszpańskiego malarza Francisca Goi (1746–1828) przedstawiający hiszpańską królową Marię Ludwikę Burbon-Parmeńską. Portret królowej i jego pendant Karol IV na koniu znajdują się w zbiorach Prado.

## Okoliczności powstania
W 1788 roku zmarł Karol III, król Hiszpanii, na którego dworze pracował Goya. Jego najstarszy żyjący syn infant Karol (1748–1819) był królem Neapolu i Sycylii, zrzekł się jednak korony na rzecz syna i przybył do Madrytu w 1789 roku, aby razem z małżonką Marią Ludwiką Burbon-Parmeńską objąć tron Hiszpanii. Goya został nadwornym malarzem monarchów i wielokrotnie ich portretował.
Portret konny królowej powstał w 1799, jego pendant Karol IV na koniu w latach 1800–1801. Królowa pozowała Goi trzy razy i była zadowolona z efektu. Obrazy były przeznaczone do sali reprezentacyjnej Pałacu Królewskiego w Madrycie, gdzie król spożywał posiłki w obecności zagranicznych dygnitarzy. Powieszono tam m.in. wielkoformatowe portrety konne pędzla Velázqueza (Filip IV na koniu) i Tycjana (Karol V po bitwie pod Mühlbergiem) przedstawiające władców Hiszpanii z panującej do końca XVII w. dynastii Habsburgów. Dynastia Burbonów, z której pochodzili Karol IV i Maria Ludwika, znajdowała się w niepewnej sytuacji po tym, jak jej francuska gałąź została obalona w czasie rewolucji francuskiej. Zestawiając portrety obu dynastii, chciano podkreślić ciągłość hiszpańskiej monarchii w obliczu zagrożenia.
Dla poprawy stosunków dyplomatycznych z Francją Karol IV zamówił poprzez swojego ambasadora portret konny Napoleona (Napoleon przekraczający Przełęcz Świętego Bernarda w 1800 roku) u naczelnego malarza rewolucyjnej Francji, Jacques-Louis Davida. Ponadto całopostaciowe portrety monarchów w strojach galowych miały zostać wysłane do Paryża.

## Opis obrazu
Królowa ma na sobie mundur pułkownika Gwardii de Corps w specjalnie uszytej żeńskiej wersji. Na piersi widnieje wstęga orderu własnego imienia, a także Order Krzyża Gwiaździstego przypięty na czarnej wstążce. Dosiada Marciala, konia podarowanego królom przez ich faworyta Manuela Godoya, w okresie, kiedy starano się odnowić rasę koni hiszpańskich. Maria Ludwika w naturalny i pewny siebie sposób trzyma wodze. Wyniosłe spojrzenie królowej jest interpretowane jako satysfakcja z faktu, że udało jej się opanować narowistego konia.

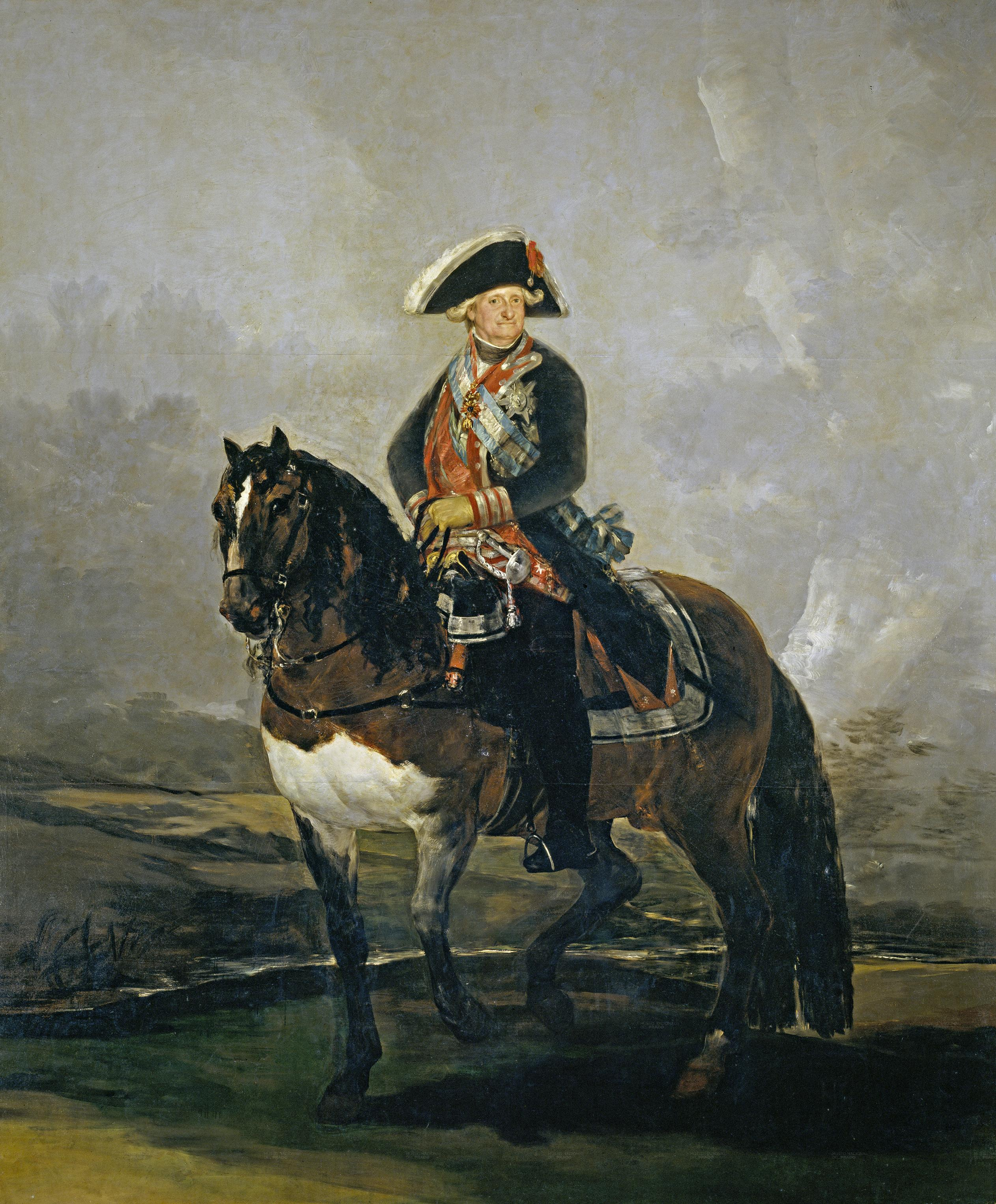
Karol IV na koniu

Goya inspirował się konnymi portretami królowych Małgorzaty Austriaczki i Elżbiety Burbon Velázqueza. Znał dobrze te dzieła, gdyż w 1778 wykonał na ich podstawie rysunki i ryciny. Tym samym odszedł od tradycji portretów na koniu stającym dęba, symbolizującym władzę, na rzecz majestatycznego, spokojnego ujęcia. Malarz został poproszony także o sportretowanie królewskich koni. Mimo inspiracji Velázquezem, konie Goi są bardziej dynamiczne niż malowane przez jego mistrza. Malowanie koni często sprawiało mu trudności, o czym informował w korespondencji ze swoim przyjacielem Martínem Zapaterem. W okolicy uszu i nóg konia można zaobserwować liczne pentimenti malarza.
Górzyste tło Sierra de Guadarrama to również inspiracja Velázquezem. Sylwetka królowej odcina się od pochmurnego, burzowego nieba. W tle widać zarys Eskurialu, w tej okolicy Goya przygotował szkice do portretów.

## Proweniencja
Obraz był eksponowany w Pałacu Królewskim w Madrycie. Razem z częścią zbiorów królewskich został włączony do kolekcji Muzeum Prado.